# Muntele Hasan
Pe un perete ingropat in localitatea turca Catalhouyuk s-a descoperit cel mai vechi semn al unei avertizari din lume, o referire directa la un mare pericol. Pictura murala veche de 9.000 descrie faptul ca oamenii din apropiere sunt amenintati de eruptia vulcanului Hasan.
Muntele Hasan este un vulcan situat la aproximativ 110 kilometri de Catalhoyuk
Simboluri ascunse de 9.000 de ani avertizeaza asupra unui urias pericol.Desenul descoperit, ce infatiseaza in prim-plan un sat amenintat de un vulcan care erupe, ar putea reprezenta primul semn de avertizare din lume.
In urma utilizarii datarii cu carbon si a testelor geochimice, cercetatorii au ajuns la concluzia ca vulcanul din pictura este muntele Hasan.
Pictura murala de culoare rosie-bruna a fost realizata cu ajutorul unui pigment de pamant natural, numit ocru, pe un perete de chirpici, construit din nisip, argila si apa.
Vulcanologul Axel Schmitt de la Universitatea California a declarat ca echipa sa a testat o roca vulcanica de pe muntele Hasan si, in urma datarii mineralelor, s-a stabilit ca vulcanul a erupt acum 9.000 de ani.
Aceasta data a concis cu datarea cu carbon 14 a artefactelor gasite la Catalhoyuk. Asezarea neolitica Catalhoyuk din Turcia se estimeaza ca a existat intre anii 7.500 i.Hr. si 5.700 i.Hr., iar anul trecut situl istoric a fost inclus in Patrimoniul Mondial al UNESCO.
Acest text a fost copiat de pe Ziare.com Simboluri ascunse de 9.000 de ani avertizeaza asupra unui urias pericol
Muntele Hasan (Turcă: Hasan Dağı) este un stratovulcan inactiv situat în provincia Aksaray, Turcia. Cu o altitudine de 3253 m, este al doilea cel mai înalt munte din Anatolia centrală. Una dintre erupții, aproximativ 7500 î.Hr., este înregistrată în picturile neolitice. 
Antica așezare a Çatalhöyük-ului a colectat obsidian din zona muntelui Hasan, care, probabil, a fost tranzacționat cu alte bunuri de lux. Aici au fost de asemenea găsite oglinzi și fulgi de obsidian. Importanța Muntelui Hasan pentru locuitorii din Çatalhöyük poate fi demonstrată printr-o pictura pe perete, uneori numită de către istoricii de artă, "primul peisaj", pe care unii cred că este o reprezentare a muntelui Hasan ridicându-se deasupra caselelor cetății.
Aproximativ 6 ore de mers pe jos sunt necesare pentru a urca în partea de superioară a muntelui de la cel mai înalt punct accesibil cu mașina. Acesta oferă o vedere fabuloasă a platoului anatolian central, inclusiv depărtata Cappadocie.
1. ↑  „Simboluri ascunse de 9.000 de ani avertizeaza asupra unui urias pericol”. 30.01.2025.[nefuncțională – arhivă]